# Wilhelm Lexis
Wilhelm Lexis (17 de julio de 1837, Eschweiler – 25 de octubre de 1914, Gotinga) fue un eminente estadístico, economista y científico social alemán. Fue el fundador de los estudios interdisciplinares sobre seguros.
Nacido en Eschweiler, hijo de un físico, Lexis obtuvo un Doctorado en Filosofía de la Física por la University of Heidelberg, donde fue ayudante del famoso químico Robert Bunsen. Entonces trabajó como monitor de gimnasio, bibliotecario y periodista, hasta que en 1872 llegó a ser profesor en la recientemente reformada Universidad imperial alemana de Estrasburgo. En 1874-1876 enseñó en la Universidad de Tartu y, más tarde, en Universidad de Freiburg en Breisgau; desde 1884 trabajó en la Universidad de Breislau, y desde 1887 en la Universidad de Gotinga, su último puesto. Murió en Gotinga.
Aunque el autor de Allgemeine Volkswirtschaftslehre (libro de economía general) (1910) y, ciertamente, un distinguido economista, pionero Análisis económico del Derecho y de los estudios de consumo y crisis, Lexis es conocido todavía hoy principalmente como estadístico, en especial debido a su creación de la tasa Lexis. Su reputación como demógrafo está acentuada por la ubicuidad de los diagramas de Lexis, que fueron nombrados por él, aunque la primera atribución de su invención pertenece a Gustav Zeuner y O. Brasche (un ejemplo notable de la Ley de Stigler). Lexis es también uno de los padres fundadores de los estudios profesionales interdisciplinarios sobre seguros. Un  Kathedersozialist, estuvo estrechamente relacionado con los hacedores de política académica en Prusia, uno de los expertos Friedrich Althoff y el editor de importantes obras sobre educación superior en Alemania, entre los cuales, la más famosa es la obra de seis volúmenes Das Unterrichtswesen im Deutschen Reich, compilados para la feria mundial de St. Louis de ese año y todavía una referencia clave de su tiempo. Los trabajos teóricos de Lexis en epistemología de las ciencias sociales han sido olvidados durante mucho tiempo, aunque siguen siendo relevantes hoy día.

## Obras principales
- Einleitung in die Theorie der Bevölkerungsstatistik. Karl Trübner, Straßburg 1875 (Göttinger Digitalisierungszentrum (enlace roto disponible en Internet Archive; véase el historial, la primera versión y la última).)
- Zur Theorie der Massenerscheinungen in der menschlichen Gesellschaft. Fr. Wagner'sche Buchhandlung, Freiburg i. B. 1877 (University of Tartu)
- Abhandlungen zur Theorie der Bevölkerungs- und Moralstatistik. Gustav Fischer, Jena 1903 (University of Tartu)
- Allgemeine Volkswirtschaftslehre. B. G. Teubner, Berlín, Leipzig 1910 (University of Tartu)